# نهمین زندگی لویی درکس
نهمین زندگی لویی درکس (به انگلیسی: The 9th Life of Louis Drax) یک فیلم مهیج و ماورایی براساس رمان پرفروش لیز جنسن با همین نام است. در این فیلم جیمی درنان همراه با سارا گدون و آرون پاول و تحت کارگردانی الکساندر آژا بازی می‌کند. ستارگان دیگر این فیلم تری چن، انجالی جی، جولین ودهام و ایدن لانگورث می‌باشند. مکس مینگلا فیلمنامه را با اقتباس از کتاب نوشته است.   این فیلم در ۲ سپتامبر ۲۰۱۶ با همکاری سامیت انترتینمنت در آمریکا اکران شد. سپس در ۹ سپتامبر ۲۰۱۶، سودا پیکچرز عرضه ان را در بریتانیا عهده‌دار شد.

## داستان
داستان با تولد نه سالگی لویی درکس آغاز می‌شود؛ زمانی که اتفاقات بد و ناگوار زندگیش با سقوط تقریباً مرگبارش به اوج خود می‌رسد. دکتر الن پاسکال (جیمی درنان) دربارهٔ شرایط عجیب تصادف این پسر بچه و برخوردهای تاریک زندگی او کاوش می‌کند.

## بازیگران
- جیمی درنان - دکتر الن پاسکال.[۴]
- سارا گدون - ناتالی درکس [۵]
- ایدن لانگورث - لویی درکس
- آرون پال - پدر لویی درکس، محل تمرکز تحقیقات جنایی بعد از سقوط مرگبار.[۶]
- باربارا هرشی - مادربزرگ لویی، وایولت.[۷]
- اولیور پلات - دکتر پرز [۸]
- مالی پارکر [۸]
- جولین وادهام - دکتر جنک
- جین مک‌گرگور - سوفی

## تولید
مکس مینگلا با نوشتن فیلم نامه این فیلم بااقتباس از رمان لیز جنسن، کار فیلمنامه‌نویسی خود را شروع کرد. ابتدا قرار بود در سال ۲۰۰۴ این رمان به کارگردانی انتونی مینگلا تبدیل به فیلم شود.
نهمین زندگی لویی درکس توسط تیم بریکنل و مینگلا از شرکت انتکلنی فیلمز، شاون ویلیامسون از شرکت برایتلایت پیکچرز و الکساندر آژا تولید شده‌است.
عکسبرداری‌های اصلی در دوشنبه، ۲۷ اکتبر ۲۰۱۴ در ونکوور کانادا آغاز شد. معاون ویژه، زین دیواین مسئولیت سرکشی به پروژه را از سوی میرامکس به عهده دارد.

## عرضه
در می ۲۰۱۶، سودا پیکچرز حقوق عرضه این فیلم را در بریتانیا بدست آورد. در ژوئن ۲۰۱۶، سامیت اینترتینمنت توانست حقوق انتشار ان در ۲ سپتامبر ۲۰۱۶ در آمریکا را کسب کند. این فیلم در ۲ سپتامبر ۲۰۱۶ در بریتانیا اکران شد. 

## بازخورد
نهمین زندگی لویی درکس عموماً بازخوردهایی منفی از سوی منتقدان دریافت کرد. در راتن تومیتوز رتبه ۴۰درصد را از میان ۵۷ بررسی کسب کرد و از ده نمره، ۵٫۱ گرفت. در این سایت، عموماً گفته شده بود که "نهمین زندگی لویی درکس فریبنده است و ازنظر بصری توجه را جلب می کند اما بخش های مختلف فیلم واقعاً به شکلی راضی کننده درکنار هم جمع نشده اند". در متاکریتیک بر اساس ۲۰نقد، از ۱۰۰ امتیاز ۴۱ را گرفته و "نقدهایی دوسویه یا متوسط" بر آن شده‌است. 